# Péone
Péone (okzitanisch Pèunas, italienisch Peona) ist eine französische Gemeinde mit 1079 Einwohnern (Stand 1. Januar 2022) im Département Alpes-Maritimes in der Region Provence-Alpes-Côte d’Azur. Sie gehört zum Arrondissement Nizza und zum Kanton Vence. Die Bewohner nennen sich Péoniens.

## Geographie
Péone liegt in den französischen Seealpen und grenzt im Norden an Saint-Étienne-de-Tinée, im Osten und Süden an Beuil, im Süden und Westen an Guillaumes im Nordwesten an Châteauneuf-d’Entraunes (Berührungspunkt).
Sie umfasst neben der Hauptsiedlung die Ortsteile Les Chardonniers, Le Serre, La Serre, Settene, Le Plan, Alliège, Le Brac, Le Mians, Les Mianouns, Le Parc, Rabius, Fossemagne, Fossemagnette, La Colle, Les Huerris, Le Lagas, La Colle des Amignons, Charvin, En Garets, Aubert.

## Bevölkerungsentwicklung
| Jahr      | 1962 | 1968 | 1975 | 1982 | 1990 | 1999 | 2008 | 2012 |
| --------- | ---- | ---- | ---- | ---- | ---- | ---- | ---- | ---- |
| Einwohner | 465  | 515  | 521  | 535  | 528  | 682  | 812  | 984  |

## Sehenswürdigkeiten
Siehe: Liste der Monuments historiques in Péone

## Persönlichkeiten
Laut Luc Antonini stammte die Marseiller Familie Clary (mit den berühmten Töchtern Julie Clary und Désirée Clary) aus Péone.

## Weblinks

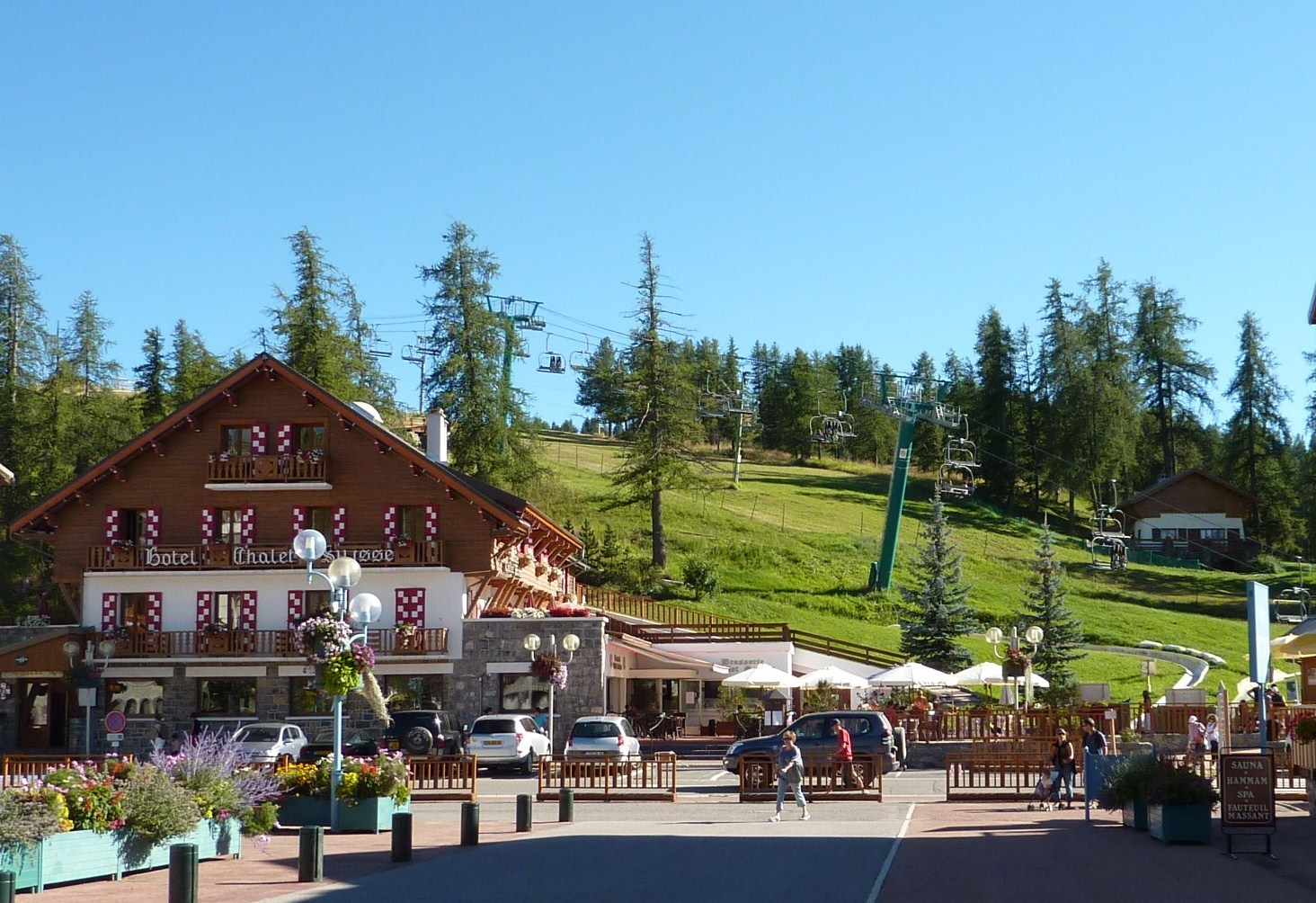
Hotel und Sesselbahn auf dem Valberg, einer Erhebung zwischen Péone und Guillaumes